# 喷丛 (数学)
在微分几何中，喷丛是切从TM上的向量场H ，它编码了底流形M上的拟线性二阶常微分方程组。喷丛（spray）通常要求满足齐次性条件，即其积分曲线t →Φ H t (ξ)∈ TM满足如下重参数化规则：
Φ H t (λξ)=Φ H λt (ξ) （其中 λ > 0）。
如果去掉这个要求， 则称 H 为半喷丛（semi-spray）。
在黎曼几何与芬斯勒几何中，喷丛自然表现为测地喷丛——其积分曲线恰为局部长度最小化曲线的切曲线。而在拉格朗日力学中，半喷丛则表现为作用量积分的极值曲线。一般地，流形M上的任意非线性联络可诱导一个半喷丛H；反之，任意半喷丛H亦可诱导M上的一个无挠非线性联络。若原联络无挠，则其与H诱导的联络一致；此外，齐次无挠联络与完全喷丛构成一一对应。

## 正式定义
令M为可微流形，( TM ,π TM, M ) 为其切束。则TM上的矢量场H （即双切束TTM的一个截面）为M上的半喷丛，若下列三个等价条件中有任意一个成立：
- （ πTM ） * Hξ =ξ。
- JH = V ，其中J是TM上的切结构， V是TM \0上的正则矢量场。
- j ∘ H = H ，其中j : TTM → TTM是规范翻转，而H被视为映射TM → TTM 。

如果满足下列任一等效条件，则M上的半喷丛H为(全) 喷丛：
- H λξ = λ * (λ H ξ )，其中 λ * : TTM → TTM是将 λ: TM → TM与正标量 λ>0 相乘后推。
- H沿标准向量场V的李导数满足 [ V, H ]= H 。
- H的积分曲线t →Φ H t (ξ)∈ TM \0 满足 Φ H t (λξ)=λΦ H λt (ξ) (其中 λ>0)。

让{\displaystyle (x^{i},\xi ^{i})}是本地坐标{\displaystyle TM}与当地坐标相关{\displaystyle (x^{i}} ） 在{\displaystyle M}使用每个切线空间上的坐标基。然后{\displaystyle H}是半喷式{\displaystyle M}如果它有以下形式的局部表示
{\displaystyle H_{\xi }=\xi ^{i}{\frac {\partial }{\partial x^{i}}}{\Big |}_{(x,\xi )}-2G^{i}(x,\xi ){\frac {\partial }{\partial \xi ^{i}}}{\Big |}_{(x,\xi )}.}
在TM上的每个相关坐标系上。半喷丛H为（全）喷丛，当且仅当喷丛系数G i满足
{\displaystyle G^{i}(x,\lambda \xi )=\lambda ^{2}G^{i}(x,\xi ),\quad \lambda >0.\,}

## 拉格朗日力学中的半喷丛
在拉格朗日力学中，物理系统由某个构型空间M的切丛上的拉格朗日函数L : TM → R建模。动力学定律由哈密顿原理得出，该原理指出，系统状态的时间演化 γ:[ a, b ]→ M对于作用积分是平稳的
{\displaystyle {\mathcal {S}}(\gamma ):=\int _{a}^{b}L(\gamma (t),{\dot {\gamma }}(t))dt} 。
在TM上的相关坐标中，作用积分的第一个变体为
{\displaystyle {\frac {d}{ds}}{\Big |}_{s=0}{\mathcal {S}}(\gamma _{s})={\Big |}_{a}^{b}{\frac {\partial L}{\partial \xi ^{i}}}X^{i}-\int _{a}^{b}{\Big (}{\frac {\partial ^{2}L}{\partial \xi ^{j}\partial \xi ^{i}}}{\ddot {\gamma }}^{j}+{\frac {\partial ^{2}L}{\partial x^{j}\partial \xi ^{i}}}{\dot {\gamma }}^{j}-{\frac {\partial L}{\partial x^{i}}}{\Big )}X^{i}dt,}
其中X :[ a, b ]→ R是与围绕 γ( t )= γ0 ( t )的变化γs :[ a, b ]→ M相关的变化矢量场。通过引入以下概念，可以将第一个变体公式重新表述为更具信息量的形式：
- 余向量{\displaystyle \alpha _{\xi }=\alpha _{i}(x,\xi )dx^{i}|_{x}\in T_{x}^{*}M}和{\displaystyle \alpha _{i}(x,\xi )={\tfrac {\partial L}{\partial \xi ^{i}}}(x,\xi )}是共轭动量{\displaystyle \xi \in T_{x}M} 。
- 对应的单形式{\displaystyle \alpha \in \Omega ^{1}(TM)}和{\displaystyle \alpha _{\xi }=\alpha _{i}(x,\xi )dx^{i}|_{(x,\xi )}\in T_{\xi }^{*}TM}是与拉格朗日量相关的希尔伯特形式。
- 双线性形式{\displaystyle g_{\xi }=g_{ij}(x,\xi )(dx^{i}\otimes dx^{j})|_{x}}和{\displaystyle g_{ij}(x,\xi )={\tfrac {\partial ^{2}L}{\partial \xi ^{i}\partial \xi ^{j}}}(x,\xi )}是拉格朗日量的基本张量{\displaystyle \xi \in T_{x}M} 。
- 如果基本张量{\displaystyle \displaystyle g_{\xi }}在每个{\displaystyle \xi \in T_{x}M} 。然后逆矩阵{\displaystyle \displaystyle g_{ij}(x,\xi )}表示为{\displaystyle \displaystyle g^{ij}(x,\xi )} 。
- 与拉格朗日量相关的能量是{\displaystyle \displaystyle E(\xi )=\alpha _{\xi }(\xi )-L(\xi )} 。

若满足勒让德条件，则dα∈Ω2 ( TM )为辛形式，且存在唯一的TM上的哈密顿向量场H ，对应于哈密顿函数E ，使得
{\displaystyle \displaystyle dE=-\iota _{H}d\alpha } 。
令 ( X i, Y i ) 为TM上相关坐标的哈密顿矢量场H的分量。然后
{\displaystyle \iota _{H}d\alpha =Y^{i}{\frac {\partial ^{2}L}{\partial \xi ^{i}\partial x^{j}}}dx^{j}-X^{i}{\frac {\partial ^{2}L}{\partial \xi ^{i}\partial x^{j}}}d\xi ^{j}}
和
{\displaystyle dE={\Big (}{\frac {\partial ^{2}L}{\partial x^{i}\partial \xi ^{j}}}\xi ^{j}-{\frac {\partial L}{\partial x^{i}}}{\Big )}dx^{i}+\xi ^{j}{\frac {\partial ^{2}L}{\partial \xi ^{i}\partial x^{j}}}d\xi ^{i}}
因此我们看到哈密顿矢量场H是位形空间M上的半喷丛，喷丛系数为
{\displaystyle G^{k}(x,\xi )={\frac {g^{ki}}{2}}{\Big (}{\frac {\partial ^{2}L}{\partial \xi ^{i}\partial x^{j}}}\xi ^{j}-{\frac {\partial L}{\partial x^{i}}}{\Big )}.}
现在第一个变分公式可以重写为
{\displaystyle {\frac {d}{ds}}{\Big |}_{s=0}{\mathcal {S}}(\gamma _{s})={\Big |}_{a}^{b}\alpha _{i}X^{i}-\int _{a}^{b}g_{ik}({\ddot {\gamma }}^{k}+2G^{k})X^{i}dt,}
并且我们看到，当且仅当其切线曲线 γ':[ a, b ]→ TM是哈密顿矢量场H的积分曲线时，路径 γ: [a,b]→M 是作用量积分在固定端点下的驻定曲线。因此，力学系统的动力学可由作用量积分导出的半喷丛来描述。

## 测地线喷丛
黎曼流形和芬斯勒流形的局部长度最小化曲线称为测地线。利用拉格朗日力学框架，可以用喷丛结构描述这些曲线。在TM上定义拉格朗日函数
{\displaystyle L(x,\xi )={\tfrac {1}{2}}F^{2}(x,\xi ),}
其中F : TM → R是芬斯勒函数。在黎曼情形下，使用F 2 ( x ,ξ)= g ij ( x )ξ i ξ j 。现在介绍上面部分中的概念。在黎曼情形下，基本张量g ij ( x ,ξ) 只不过是黎曼度量g ij ( x )。在一般情形下，同质性条件
{\displaystyle F(x,\lambda \xi )=\lambda F(x,\xi ),\quad \lambda >0}
芬斯勒函数蕴含以下公式：
{\displaystyle \alpha _{i}=g_{ij}\xi ^{i},\quad F^{2}=g_{ij}\xi ^{i}\xi ^{j},\quad E=\alpha _{i}\xi ^{i}-L={\tfrac {1}{2}}F^{2}.}
就经典力学而言，最后一个方程表明系统 ( M, L ) 中的所有能量都为动能形式。此外，还获得了同质性
{\displaystyle g_{ij}(\lambda \xi )=g_{ij}(\xi ),\quad \alpha _{i}(x,\lambda \xi )=\lambda \alpha _{i}(x,\xi ),\quad G^{i}(x,\lambda \xi )=\lambda ^{2}G^{i}(x,\xi ),}
其中最后一个表示该机械系统的哈密顿矢量场H是满喷丛。由于以下原因，底层芬斯勒（或黎曼）流形的恒速测地线由此喷丛描述：
- 由于g ξ对于芬斯勒空间来说是正定的，因此长度函数的每个足够短的平稳曲线都是长度最小化的。
- 作用积分的每个平稳曲线都是恒定速度的{\displaystyle F(\gamma (t),{\dot {\gamma }}(t))=\lambda } ，因为能量自动成为运动常数。
- 对于任意曲线{\displaystyle \gamma :[a,b]\to M}恒定速度的作用积分和长度函数的关系为

{\displaystyle {\mathcal {S}}(\gamma )={\frac {(b-a)\lambda ^{2}}{2}}={\frac {\ell (\gamma )^{2}}{2(b-a)}}.}
因此，一条曲线𝛾:[𝑎,𝑏]→𝑀是作用量积分的驻点曲线，当且仅当其具有恒定速率且是长度泛函的驻点曲线。该哈密顿向量场H被称为芬斯勒流形(M,F)的测地喷丛，其对应的流ΦHt(ξ)则称为测地流。

## 非线性连接的对应性
半喷丛{\displaystyle H}在光滑流形上{\displaystyle M}定义一个 Ehresmann 连接{\displaystyle T(TM\setminus 0)=H(TM\setminus 0)\oplus V(TM\setminus 0)}通过其水平和垂直投影在狭缝切线束上
{\displaystyle h:T(TM\setminus 0)\to T(TM\setminus 0)\quad ;\quad h={\tfrac {1}{2}}{\big (}I-{\mathcal {L}}_{H}J{\big )},}
{\displaystyle v:T(TM\setminus 0)\to T(TM\setminus 0)\quad ;\quad v={\tfrac {1}{2}}{\big (}I+{\mathcal {L}}_{H}J{\big )}.}
TM \0 上的这个联络始终有一个消失的扭转张量，它被定义为 Frölicher-Nijenhuis 括号T =[ J, v ]。更简单的术语来说，扭转可以定义为
{\displaystyle \displaystyle T(X,Y)=J[hX,hY]-v[JX,hY]-v[hX,JY].}
引入TM \0 上的正则矢量场V和诱导联络的伴随结构Θ，半喷丛的水平部分可以写成hH =Θ V 。半喷丛的垂直部分ε= vH称为第一喷丛不变量，半喷丛H本身分解为
{\displaystyle \displaystyle H=\Theta V+\epsilon .}
第一个喷丛不变量与张力有关
{\displaystyle \tau ={\mathcal {L}}_{V}v={\tfrac {1}{2}}{\mathcal {L}}_{[V,H]-H}J}
通过常微分方程诱导的非线性联系
{\displaystyle {\mathcal {L}}_{V}\epsilon +\epsilon =\tau \Theta V.}
因此，第一个喷丛不变量 ε（以及整个半喷丛H ）可以通过非线性连接恢复
{\displaystyle \epsilon |_{\xi }=\int \limits _{-\infty }^{0}e^{-s}(\Phi _{V}^{-s})_{*}(\tau \Theta V)|_{\Phi _{V}^{s}(\xi )}ds.}
从这个关系中还可以看出，当且仅当H是全喷丛时，诱导连接才是同质的。